# 林永昇
林永升（1853年—1894年9月17日），又名翼昇，字鍾卿，福建省福州府侯官縣人。清朝北洋海軍將領，左翼左營副將。1894年甲午戰爭黃海海戰中為經遠號裝甲巡洋艦管帶，海戰中遭日軍炮彈擊中殉國。

## 生平
林永升出生於侯官林氏家族，該家族為侯官望族。同治六年（1867年）林永升考取福建船政學堂第一期駕駛科，在駕駛學堂（後學堂）接受教育。同治十年（1871）調入建威號訓練艦，畢業後在該艦服役。光緒元年（1875）調任揚武號巡洋艦，後以千總階調回船政學堂擔任教習。
光緒二年（1876）考取清朝政府首批公費赴英國學習海軍的12位留學生之一，隔年抵達英國，考入格林威治皇家海军学院航海科，就學期間曾在英國海峽艦隊所屬牛頭人號裝甲巡洋艦上實習。並搭乘該艦遊歷地中海等地。
光緒六年（1880），林永升與其它5位同學學成返國。清朝政府將其升官任守備，軍階升為都司。在李鴻章運作下，林永升調任北洋水師，擔任鎮中號炮艦管帶，後轉任康濟號訓練艦管帶。光緒八年（1882）作為丁汝昌艦隊的一員赴朝鮮半島鎮壓壬午兵變，因該次戰功升職都司，賞賜「戴花翎」殊榮。 光緒十三年（1887）春，與鄧世昌、葉祖珪、邱寶仁等人赴德意志帝國與大英帝國接艦，林永升負責到德國接經遠號裝甲巡洋艦，同年9月，經遠、來遠艦赴英國與致遠、靖遠會合。四艦返國期間，在1887年11月在新加坡停留並開放華僑觀艦。四艘向國外訂購的軍艦在光緒十四年（1888）春季安全返國，因接艦功績林永升升職游擊。
同年8月，四艘軍艦正式成軍，林永升續留經遠艦，續職經遠艦管帶。12月17日，北洋海軍正式宣告成立，林永升被任命為左翼左營副將兼經遠艦管帶。以北洋海軍章程之官階序位，林永升在北洋海軍中為丁汝昌、林泰曾、劉步蟾、鄧世昌、方伯謙、葉祖珪等排序第六之指揮官。

### 黃海海戰
1894年9月17日黃海大東溝海戰中，經遠艦位於北洋海軍艦隊陣型右翼，旁邊為鎮遠號戰艦與靖遠號防護巡洋艦，在致遠號巡洋艦沉沒後，林永升指揮的經遠艦與濟遠、廣甲試圖脫離戰場返回旅順港，但遭到聯合艦隊第一游擊隊追擊，最後經遠艦遭到第一游擊隊圍攻，林永升在作戰中被炮彈擊中，殉職身亡。之後艦上大副、二副亦先後中彈身亡，經遠艦在當天17：29受創過重翻覆沉沒，全艦僅17人倖存。戰後清廷以其对敌勇猛，照提督例撫卹，追贈太子少保。

## 延伸阅读
[在维基数据编辑]
 《清史稿/卷494》，出自趙爾巽《清史稿》